# Saudi-Arabiens Grand Prix 2024
Saudi-Arabiens Grand Prix 2024 (officielt navn: Formula 1 STC Saudi Arabian Grand Prix 2024) var et Formel 1-løb, som blev kørt den 9. marts 2024 på Jeddah Corniche Circuit i Jeddah, Saudi-Arabien. Det var det andet løb i Formel 1-sæsonen 2024.

## Kvalifikation
| Pos.               | Nr. | Kører            | Konstruktør                  | Del 1     | Del 2     | Del 3    | Grid |
| ------------------ | --- | ---------------- | ---------------------------- | --------- | --------- | -------- | ---- |
| 1                  | 1   | Max Verstappen   | Red Bull Racing-Honda RBPT   | 1.28,171  | 1.28,033  | 1.27,472 | 1    |
| 2                  | 16  | Charles Leclerc  | Ferrari                      | 1.28,318  | 1.28,112  | 1.27,791 | 2    |
| 3                  | 11  | Sergio Pérez     | Red Bull Racing-Honda RBPT   | 1.28,638  | 1.28,467  | 1.27,807 | 3    |
| 4                  | 14  | Fernando Alonso  | Aston Martin Aramco-Mercedes | 1.28,706  | 1.28,122  | 1.27,846 | 4    |
| 5                  | 81  | Oscar Piastri    | McLaren-Mercedes             | 1.28,755  | 1.28,343  | 1.28,089 | 5    |
| 6                  | 4   | Lando Norris     | McLaren-Mercedes             | 1.28,805  | 1.28,479  | 1.28,132 | 6    |
| 7                  | 63  | George Russell   | Mercedes                     | 1.28,749  | 1.28,448  | 1.28,316 | 7    |
| 8                  | 44  | Lewis Hamilton   | Mercedes                     | 1.28,994  | 1.28,606  | 1.28,460 | 8    |
| 9                  | 22  | Yuki Tsunoda     | RB-Honda RBPT                | 1.28,988  | 1.28,564  | 1.28,547 | 9    |
| 10                 | 18  | Lance Stroll     | Aston Martin Aramco-Mercedes | 1.28,250  | 1.28,578  | 1.28,572 | 10   |
| 11                 | 38  | Oliver Bearman   | Ferrari                      | 1.28,984  | 1.28,642  | N/A      | 11   |
| 12                 | 23  | Alexander Albon  | Williams-Mercedes            | 1.29,107  | 1.28,980  | N/A      | 12   |
| 13                 | 20  | Kevin Magnussen  | Haas-Ferrari                 | 1.29,069  | 1.29,020  | N/A      | 13   |
| 14                 | 3   | Daniel Ricciardo | RB-Honda RBPT                | 1.29,065  | 1.29,025  | N/A      | 14   |
| 15                 | 27  | Nico Hülkenberg  | Haas-Ferrari                 | 1.29,055  | Ingen tid | N/A      | 15   |
| 16                 | 77  | Valtteri Bottas  | Kick Sauber-Ferrari          | 1.29,179  | N/A       | N/A      | 16   |
| 17                 | 31  | Esteban Ocon     | Alpine-Renault               | 1.29,475  | N/A       | N/A      | 17   |
| 18                 | 10  | Pierre Gasly     | Alpine-Renault               | 1.29,479  | N/A       | N/A      | 18   |
| 19                 | 2   | Logan Sargeant   | Williams-Mercedes            | 1.29,526  | N/A       | N/A      | 19   |
| 107%-tid: 1.34,342 |     |                  |                              |           |           |          |      |
| –                  | 24  | Zhou Guanyu      | Kick Sauber-Ferrari          | Ingen tid | N/A       | N/A      | 201  |
| Kilde:             |     |                  |                              |           |           |          |      |

Noter:
↑1 - Zhou Guanyu lykkedes ikke at sætte en tid i kvalifikationen, men fik lov til at køre af stewardsene.

## Resultat
| Pos.                                                               | Nr. | Kører            | Konstruktør                  | Omgange | Tid/Udgået  | Startpos. | Point |
| ------------------------------------------------------------------ | --- | ---------------- | ---------------------------- | ------- | ----------- | --------- | ----- |
| 1                                                                  | 1   | Max Verstappen   | Red Bull Racing-Honda RBPT   | 50      | 1:20.43,273 | 1         | 25    |
| 2                                                                  | 11  | Sergio Pérez     | Red Bull Racing-Honda RBPT   | 50      | +13,6432    | 3         | 18    |
| 3                                                                  | 16  | Charles Leclerc  | Ferrari                      | 50      | +18,639     | 2         | 161   |
| 4                                                                  | 81  | Oscar Piastri    | McLaren-Mercedes             | 50      | +32,007     | 5         | 12    |
| 5                                                                  | 14  | Fernando Alonso  | Aston Martin Aramco-Mercedes | 50      | +35,759     | 4         | 10    |
| 6                                                                  | 63  | George Russell   | Mercedes                     | 50      | +39,936     | 7         | 8     |
| 7                                                                  | 38  | Oliver Bearman   | Ferrari                      | 50      | +42,679     | 11        | 6     |
| 8                                                                  | 4   | Lando Norris     | McLaren-Mercedes             | 50      | +45,708     | 6         | 4     |
| 9                                                                  | 44  | Lewis Hamilton   | Mercedes                     | 50      | +47,391     | 8         | 2     |
| 10                                                                 | 27  | Nico Hülkenberg  | Haas-Ferrari                 | 50      | +1.16,996   | 15        | 1     |
| 11                                                                 | 23  | Alexander Albon  | Williams-Mercedes            | 50      | +1.28,354   | 12        |       |
| 12                                                                 | 20  | Kevin Magnussen  | Haas-Ferrari                 | 50      | +1.45,7373  | 13        |       |
| 13                                                                 | 31  | Esteban Ocon     | Alpine-Renault               | 49      | +1 omgang   | 17        |       |
| 14                                                                 | 2   | Logan Sargeant   | Williams-Mercedes            | 49      | +1 omgang   | 19        |       |
| 15                                                                 | 22  | Yuki Tsunoda     | RB-Honda RBPT                | 49      | +1 omgang4  | 9         |       |
| 16                                                                 | 3   | Daniel Ricciardo | RB-Honda RBPT                | 49      | +1 omgang   | 14        |       |
| 17                                                                 | 77  | Valtteri Bottas  | Kick Sauber-Ferrari          | 49      | +1 omgang   | 16        |       |
| 18                                                                 | 24  | Zhou Guanyu      | Kick Sauber-Ferrari          | 49      | +1 omgang   | 20        |       |
| 19                                                                 | 18  | Lance Stroll     | Aston Martin Aramco-Mercedes | 5       | Uheld       | 10        |       |
| 20                                                                 | 10  | Pierre Gasly     | Alpine-Renault               | 1       | Gearkasse   | 18        |       |
| Hurtigste omgang: Charles Leclerc (Ferrari) - 1.31,632 (omgang 50) |     |                  |                              |         |             |           |       |
| Kilde:                                                             |     |                  |                              |         |             |           |       |

Noter:
↑1 - Inkluderer point for hurtigste omgang.
↑2 - Sergio Pérez blev givet en 5-sekunders straf for en usikker release i pit lane. Hans slutposition forblev uændret af straffen.
↑3 - Kevin Magnussen blev givet 20-sekunder straf. 10 sekunder for at være skyld i et sammenstød med Alexander Albon, og 10 sekunder for at køre af banen, og hermed på en fordel. Hans slutposition gik som resultat fra 11. til 12. pladsen
↑4 - Yuki Tsunoda blev givet en 5-sekunders straf for en usikker release i pit lane. Hans slutposition gik som resultat fra 14. til 15. pladsen

## Stilling i mesterskaberne efter løbet
| Pos. | Kører           | Point |
| ---- | --------------- | ----- |
| 1    | Max Verstappen  | 51    |
| 2    | Sergio Pérez    | 36    |
| 3    | Charles Leclerc | 28    |
| 4    | George Russell  | 18    |
| 5    | Oscar Piastri   | 16    |

| Pos. | Konstruktør           | Point |
| ---- | --------------------- | ----- |
| 1    | Red Bull-Honda RBPT   | 87    |
| 2    | Ferrari               | 49    |
| 3    | McLaren-Mercedes      | 28    |
| 4    | Mercedes              | 26    |
| 5    | Aston Martin-Mercedes | 13    |